# Galina Romanowa

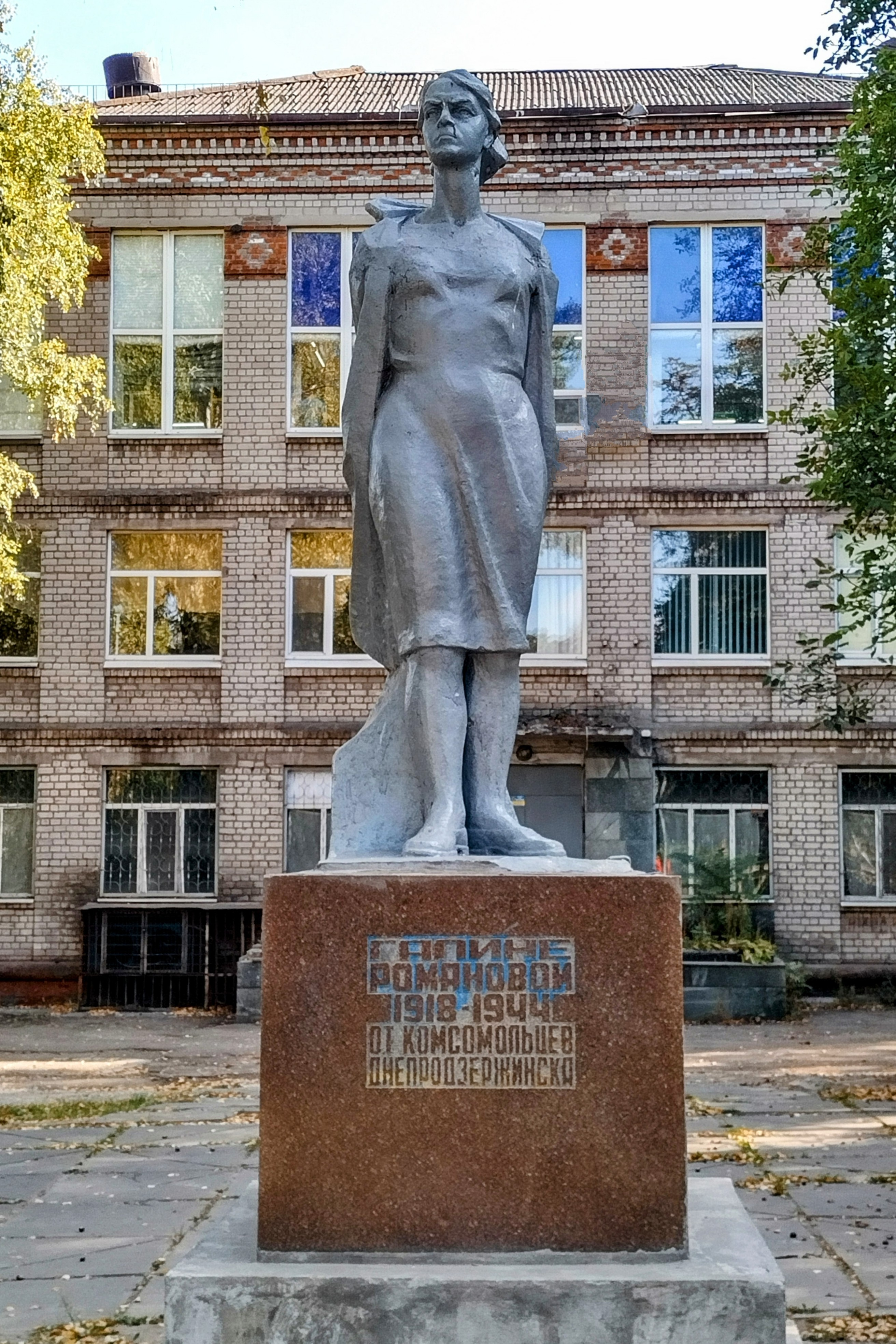
Galina Romanowa, Denkmal in Kamjanske

Galina Fjodorowna Romanowa (russisch Галина Фёдоровна Романова; * 25. Dezember 1918 in Romankowo, Gouvernement Jekaterinoslaw, Ukrainische Volksrepublik; † 3. November 1944 in Berlin-Plötzensee) war eine sowjetische Ärztin und Widerstandskämpferin gegen den Nationalsozialismus.

## Leben
Romanowa wurde als Tochter eines Dorfschmiedes in Romankowo (ukrainisch Романкове/ Romankowe, heute zur ukrainischen Stadt Kamjanske) geboren. Nach der Schule besuchte sie drei Jahre lang eine medizinische Berufsschule (Technikum) und wurde Mitglied im Komsomol. 1937 wurden ihre Eltern vom Inlandsgeheimdienst NKWD verhaftet und sie selbst aus dem Komsomol ausgeschlossen. Sie studierte fünf Jahre lang am Medizinischen Institut Dnipropetrowsk, erreichte jedoch kriegsbedingt keinen Abschluss. Die deutschen Besatzer erlaubten ihr 1942 den Studienabschluss. Am 1. Juli 1942 wurde sie, wie andere Absolventen, von den Nazis nach Deutschland verschleppt, um dort Zwangsarbeiter ärztlich zu versorgen. Sie arbeitete als Ärztin und war für mehrere Zwangsarbeitslager zuständig (zuerst in Wildau, ab Dezember 1942 in Oranienburg).
Zu dieser Zeit wurde sie Mitglied bei der Widerstandsgruppe Europäische Union, um Hilfe für Juden und andere Verfolgte zu leisten. Außerdem organisierte sie den Kontakt zu Widerstandsgruppen unter den Zwangsarbeitern und arbeitete an deren Versorgung mit Lebensmitteln und an der Informationsbeschaffung mit.
Galina Romanowa stellte im April 1943 den Kontakt zwischen Georg Groscurth und Konstantin Žadkevič her. Damit bekam die Widerstandsgruppe um Groscurth und Havemann auch Kontakt zu französischen Zwangsarbeitern und entwickelten gemeinsame programmatische Ziele in Bezug auf eine paneuropäische Nachkriegsordnung mit sozialistischer Grundlage. Doch bereits im September 1943 wurde die Gruppe durch einen Spitzel verraten.
Am 6. Oktober 1943 wurde Romanowa festgenommen, am 27. April 1944 zum Tode verurteilt und am 3. November 1944 in Plötzensee hingerichtet.